# Bougous
Bougous (em árabe: بوقوس) é uma cidade e comuna localizada na província de El Tarf, Argélia. Segundo o censo de 2008, a população total da cidade era de 11 234 habitantes.